# فرشته‌ها با هم می‌آیند
فرشته‌ها با هم می‌آیند فیلمی به کارگردانی و نویسندگی حامد محمدی و تهیه‌کنندگی منوچهر محمدی محصول سال ۱۳۹۲ است.

## خلاصه فیلم
این فیلم داستان یک روحانی جوان به نام احمد است که با همسرش لیلا در حالی با تنگدستی روزگار سپری می‌کنند که صاحب سه فرزند هم‌زمان می‌شوند.

## بازیگران
- جواد عزتی در نقش احمد
- نازنین بیاتی  در نقش لیلا
- رضا ناجی در نقش کریم
- الهام کردا در نقش هدیه
- سعید آرمند  در نقش کارگردان
- شبیر پرستار در نقش سلحشور

## موسیقی
آهنگسازی این فیلم توسط مهیار علیزاده انجام شده‌است.